# Esmé Fenston
Esmé "Ezzie" Fenston (29 de julio de 1908 – 16 de abril de 1972) era una periodista australiana. Fue editora de la publicación semanal The Australian Women's Weekly durante 22 años.

## Educación y primeros años
Fenston recibió el nombre Esmé Woolacott en su nacimiento, que tuvo lugar el 29 de julio de 1908 en Annandale, en Nueva Gales del Sur. Fue la hija menor de Henry Lovell Woolacott,  vendedor de muebles, y Jane Kate (Wilmot, de soltera). Completó su educación secundaria en el instituto Sydney Girls High School.

## Carrera

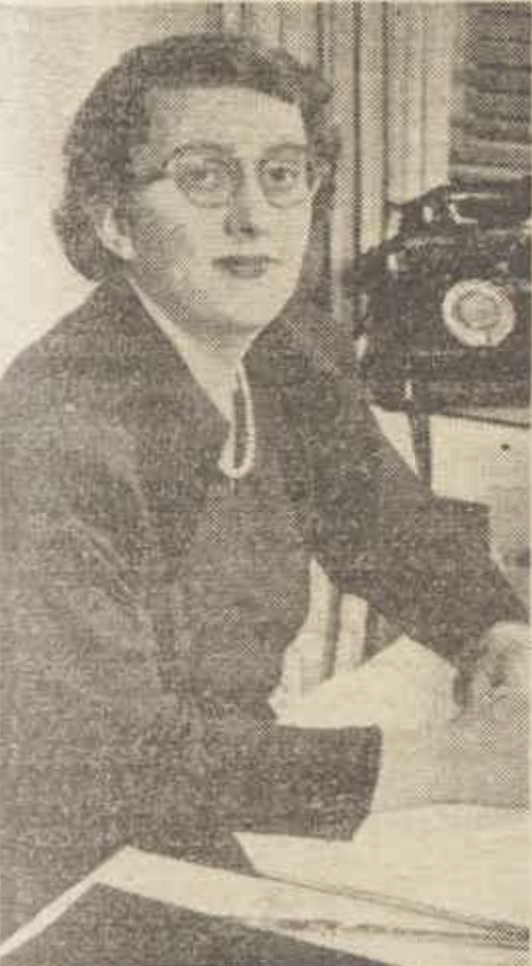
Fenston, tras ser contratada como editora del semanal The Australian Women's Weekly, en 1950

Estuvo contratada por el diario The Land para escribir "The Countrywoman" y los suplementos "Beehive", después de casarse con Jack Fenston en 1930.
Fenston se incorporó a la redacción de The Australian Women's Weekly en 1938, donde  escribió reseñas de libros antes de convertirse en sub-editora poco tiempo después. Fue nombrada editora en 1950, cuando Alice Jackson se trasladó a la competencia:la publicación Woman's Day.
Fenston permaneció como editora de The Australian Women's Weekly hasta su fallecimiento, el 16 de abril de 1972, después de una breve enfermedad.

## Premios y reconocimiento
En los honores del Cumpleaños de la Reina en 1967, Fenston fue nombrada Agente del Orden del Imperio británico por su "servicio al periodismo".
Fenston Place, en Gilmore, suburbio de Canberra, fue nombrado en su honor.